# Společenství zahraničních misií v Paříži

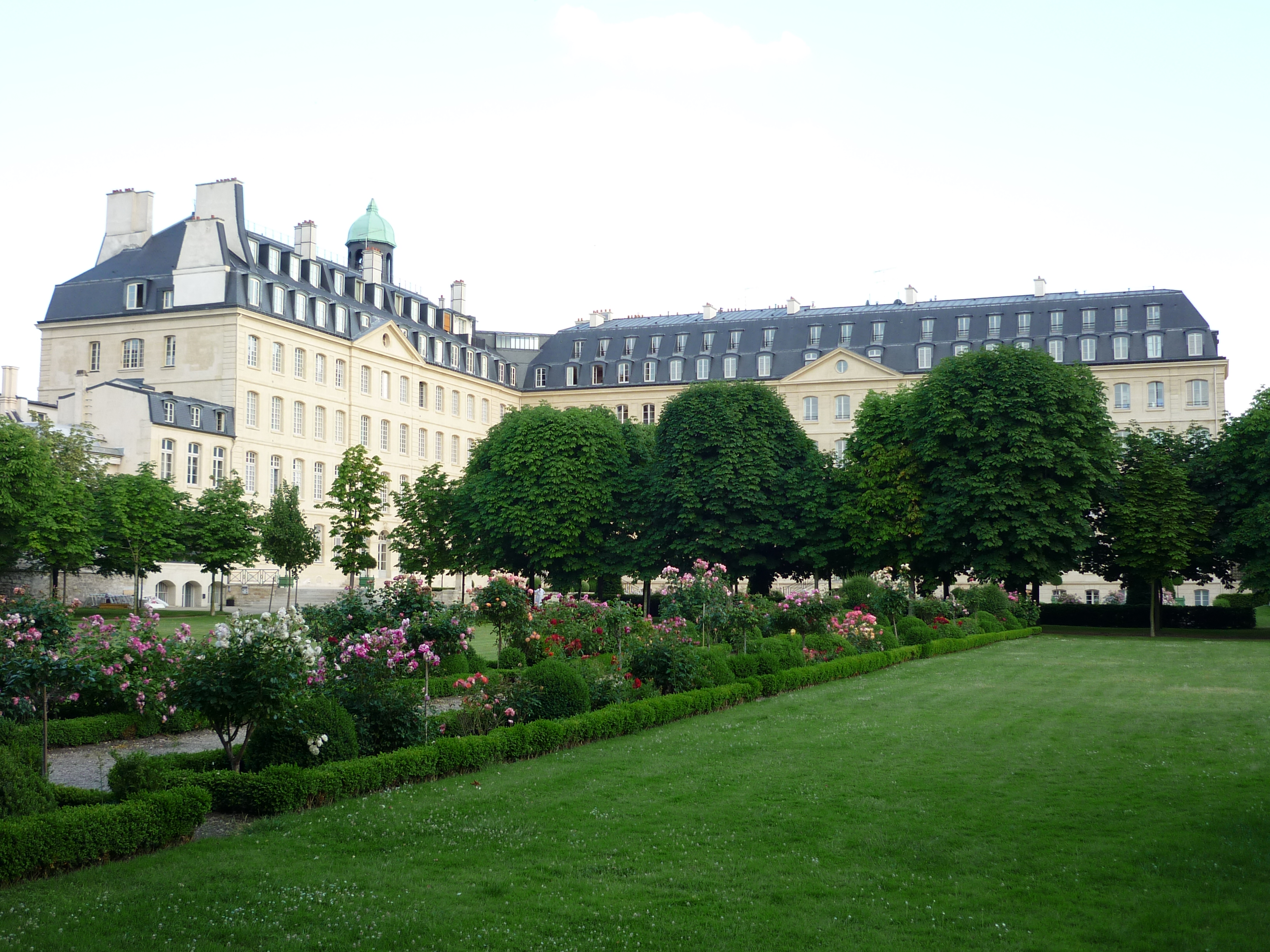
Sídlo semináře

Společenství zahraničních misií v Paříži (francouzsky Société des missions etrangères de Paris), zkráceně MEP, je katolická společnost apoštolského života se sídlem v Paříži v ulici Rue du Bac č. 128 v 7. obvodu. Ve zdejším kněžském semináři se připravují misionáři na působení v zahraničí. V roce 2010 mělo 247 kněžích, 262 seminaristů a 17 farností.

## Historie
Společenství vybudovali v letech 1658-1663 François Pallu a Pierre Lambert de la Motte ke vzdělávání duchovních i laiků pro misijní činnost v Indočíně. Od svého založení vyslalo společenství do Asie přes 4500 misionářů.
Dům pro pařížský seminář vznikl v roce 1663 v ulici Rue du Bac, kde se nachází dodnes. Jeho původní kaple sv. Rodiny (chapelle de la Sainte-Famille) byla roku 1683 nahrazena dnešní kaplí sv. Františka Xaverského. Seminář byl v roce 1792 během Velké francouzské revoluce zrušen a v roce 1796 budova prodána, ale roku 1805 byl obnoven.

## Mučedníci
V letech 1745–1862 bylo ve Vietnamu umučeno celkem 117 členů společenství. K nejvýznamnějším patří:
- Laurent Imbert (1796-1839), popraven (Korea), 6. května 1984 kanonizován
- François-Isidore Gagelin (1799-1833), uškrcen (Kočinčína), 19. června 1988 kanonizován
- François Jaccard (1799-1838), uškrcen (Tonkin), 19. června 1988 kanonizován
- Étienne-Théodore Cuenot (1802-1861), 19. června 1988 kanonizován
- Joseph Marchand (1803-1835), umučen (Hue, Annam), 19. června 1988 kanonizován
- Jacques Chastan (1803-1839), popraven (Korea), 6. května 1984 kanonizován
- Pierre Dumoulin-Borie (1808-1838), popraven (Tonkin), 19. června 1988 kanonizován
- Jean-Charles Cornay (1809-1837), popraven (Tonkin), 19. června 1988 kanonizován
- Siméon-François Berneux (1814-1866), popraven (Korea), 6. května 1984 kanonizován
- Pierre-François Néron (1818-1860), 19. června 1988 kanonizován
- Antoine Daveluy (1818-1866), popraven (Korea), 6. května 1984 kanonizován
- Augustin Schoeffler (1822-1851), popraven (Tonkin), 19. června 1988 kanonizován
- Jean-Louis Bonnard (1824-1852), popraven (Tonkin), 19. června 1988 kanonizován
- Théophane Vénard (1829-1861), 19. června 1988 kanonizován
- Martin-Luc Huin (1836-1866), popraven (Korea), 6. května 1984 kanonizován
- Pierre Aumaître (1837-1866), popraven (Korea), 6. května 1984 kanonizován